# Клера
Клера (фр. Claira) насеље је и општина у јужној Француској у региону Лангдок-Русијон, у департману Источни Пиринеји која припада префектури Перпињан.
По подацима из 2011. године у општини је живело 3683 становника, а густина насељености је износила 190,43 становника/km². Општина се простире на површини од 19,34 km². Налази се на средњој надморској висини од 10 метара (максималној 20 m, а минималној 5 m).

## Демографија
| 1962. | 1968. | 1975. | 1982. | 1990. | 1999. | 2011. |
| ----- | ----- | ----- | ----- | ----- | ----- | ----- |
| 1.439 | 1.446 | 1.249 | 1.415 | 2.117 | 2.625 | 3.683 |

График промене броја становника у току последњих година